# يغيغنافان (أرارات)
مدينة يغيغنافان (بالأرمينية:Եղեգնավան) (بالإنجليزية: Yeghegnavan)‏ هي إحدى المدن التابعة لمقاطعة أرارات في أرمينيا. يقدر عدد سكانها بـ 1903 نسمة حسب الإحصاء الذي جرى عام 2011.